# Harry DeBaecke
Harry Leopold DeBaecke (Filadelfia, 9 giugno 1879 – Filadelfia, 6 novembre 1961) è stato un canottiere statunitense.
DeBaecke partecipò ai Giochi olimpici di Parigi 1900 con la squadra Vesper Boat Club di Filadelfia nella gara di otto, in cui conquistò la medaglia d'oro.

## Palmarès
| Anno | Manifestazione  | Sede   | Evento | Risultato |
| ---- | --------------- | ------ | ------ | --------- |
| 1900 | Giochi olimpici | Parigi | Otto   | Oro       |